# Gracia preveniente
La gracia preveniente, también llamada  gracia precedente o gracia capacitadora, es un concepto de la teología cristiana que se refiere a la gracia de Dios en la vida de una persona que precede y prepara a la conversión. El concepto fue desarrollado por primera vez por Agustín de Hipona (354 - 430), fue afirmado por el Segundo Concilio de Orange (529) y ha pasado a formar parte de la teología católica. También está presente en la teología reformada, a través de la forma de un llamamiento eficaz que conduce a algunos individuos irresistiblemente a la salvación. Tiene sus raíces en la teología arminiana, según la cual se dispensa universalmente para permitir que las personas respondan a la oferta de salvación, aunque no asegura la aceptación personal.

## Definición
El concepto de gracia preveniente fue originado y desarrollado por Agustín de Hipona (354 - 430), basado en los escritos de san Ambrosio (c. 339 - c. 397). La gracia preveniente se refiere a la gracia de Dios en la vida de una persona que precede a la conversión. La expresión original (en latín: gratia praeveniens) significa literalmente "gracia que precede". La expresión inglesa proviene de un uso arcaico de la palabra "prevenient" que significa "precedente". Este concepto tiene un significado similar con el concepto de "vocación" o "llamado".
Hay algunas variaciones de entendimiento de la gracia preveniente, en términos de intención de Dios:
- En la teología arminiana, es una gracia capacitadora que ayuda a creer.[6][7]
- En la teología católica, es una gracia auxiliar que ayuda a creer.
- En la teología reformada, es comparable simultáneamente a dos conceptos: gracia común[8][9][10] que no mejora la naturaleza depravada no regenerada del hombre y no tiene propósito salvífico y el llamamiento eficaz por el que Dios llama a creer irresistiblemente.[11][12].

Cuando la gracia se considera con respecto a sus efectos, la gracia preveniente se diferencia de la gracia subsiguiente. La gracia no se divide en preveniente y subsiguiente en cuanto a su esencia, sino únicamente en cuanto a sus efectos [...]. La naturaleza de la gracia subsiguiente difiere dependiendo del punto de vista sobre la naturaleza determinista o no determinista de la providencia de Dios : Por ejemplo, John Wesley, nombró 2 formas de gracia subsiguiente : "gracia justificante" (también llamada gracia salvadora) y "gracia santificante". Ambas formas de gracia subsiguiente son resistibles. Por el contrario los calvinistas han considerado la gracia justificante como una gracia irresistible.

## Historia

### Orígenes
La noción de "gracia preveniente" (en latín: Gratia praeveniens) fue desarrollada por Agustín de Hipona (354 - 430), junto con las nociones de "gracia operativa" y la "gracia cooperativa". En reacción al pelagianismo, Agustín afirmó que la gracia preveniente es necesaria para preparar la voluntad humana para la conversión. Pelagio había apelado a San Ambrosio (c. 339 - c. 397), a lo que Agustín contestó una serie de citas de Ambrosio que indicaban la necesidad de la gracia preveniente. Además, Agustín llamó al libre albedrío desprovisto de la ayuda de la gracia preveniente, "libre albedrío cautivo" (en latín: liberum arbitrium captivatum). Y, por la acción de la gracia, se convierte en una "voluntad liberada" o, literalmente, en un "libre albedrío liberado" (en latín: liberum arbitrium liberatum).

### Evolución
En 529, en el Segundo Concilio de Orange, la cuestión que se planteaba era si se debían afirmar las doctrinas de Agustín sobre la providencia de Dios, o si se podía afirmar el semipelagianismo. El semipelagianismo era una forma moderada de pelagianismo que enseña que el primer paso de la salvación es por la voluntad humana y no por la grace de Dios.
La determinación del Concilio podría considerarse "semiagustiniana". Definió que la fe, aunque un acto libre del hombre, resultó, incluso en sus inicios, de la gracia de Dios, iluminando la mente humana y permitiendo la creencia. Esto describe la operación de la gracia preveniente que permite al no regenerado arrepentirse en la fe. Por otra parte, el Concilio de Orange condenó la enseñanza agustiniana de la predestinación a la condenación.
Los cánones del Concilio citaron directamente la obra de Agustín relacionada con el concepto de gracia preveniente (cánones 1, 2, 5, 6, 7) Bonifacio II (muerto en 532) escribiendo a Cesáreo de Arlés, confirmó la noción de gracia preveniente : "[C]onfirmamos por la autoridad de la Sede Apostólica vuestra confesión, en la que de manera opuesta explicáis que la recta fe en Cristo y el principio de toda buena voluntad, según la verdad católica, es inspirada en la mente de los individuos por la gracia precedente de Dios"

## En la teología católica
El Catecismo de la Iglesia Católica explica: "Nadie puede decir 'Jesús es el Señor' si no es por el Espíritu Santo. Cada vez que comenzamos a orar a Jesús, es el Espíritu Santo quien nos atrae por el camino de la oración con su gracia preveniente" .
El Segundo Concilio de Orange de 529 afirmó que la fe, aunque un acto libre, resultó incluso en sus inicios de la gracia de Dios, iluminando la mente humana y permitiendo la creencia.
En el canon 18 se dice "Que a la gracia no preceden méritos. Se debe una recompensa a las buenas obras, si se realizan; pero la gracia, que no se debe, precede, para que se realicen [St. Prosper]." En el canon 23 se dice que Dios prepara nuestras voluntades para que deseen el bien. El canon 25 dice: "En toda obra buena, no somos nosotros los que comenzamos... sino que Él (Dios) nos inspira primero la fe y el amor a Él, sin ningún mérito precedente de nuestra parte".
La gracia preveniente fue discutida en el quinto capítulo de la sexta sesión del Concilio de Trento (1545-63) que utilizó la frase: "a Dei per dominum Christum Iesum praeveniente gratia" (traducida "una gracia predisponente de Dios a través de Jesucristo"). Aquellos que se apartaron de Dios por sus pecados están dispuestos por la gracia de Dios a volverse atrás y ser justificados al aceptar libremente esa gracia.

## En la teología arminiana

### Arminianismo clásico
La gracia preveniente es un concepto arraigado en el teología arminiana. Jacobus Arminius afirmaba la depravación total pero creía que la gracia preveniente permite a las personas responder a la oferta de salvación de Dios:
"En cuanto a la gracia y el libre albedrío, esto es lo que enseño según las Escrituras y el consentimiento ortodoxo: El libre albedrío es incapaz de comenzar o perfeccionar cualquier bien verdadero y espiritual, sin la gracia. ...Esta gracia [prævenit] va antes, acompaña y sigue; excita, asiste, opera para que queramos, y coopera para que no queramos en vano."
El teólogo Robert E. Picirilli escribe, citando a Arminius, que: "Lo que Arminio quería decir con "gracia preveniente" era esa gracia que precede a la regeneración real y que, excepto cuando finalmente se resiste, conduce inevitablemente a la regeneración. Se apresuró a observar que esta "asistencia del Espíritu Santo" es de tal suficiencia "como para mantenerse a la mayor distancia posible del pelagianismo."

## En la teología reformada
Los calvinistas tienen su propia doctrina de la 'gracia preveniente', que identifican con el llamamiento eficaz y que es seguida inmediata y necesariamente por la fe. Debido a la necesidad de la salvación que sigue a esta dispensación de la gracia preveniente, la gracia justificante se llama gracia irresistible..
La gracia preveniente wesleyana también contrasta con la comprensión calvinista de la 'gracia común' por la cual Dios muestra misericordia general a todos, refrena el pecado, y da a la humanidad un conocimiento de Dios y de su pecaminosidad y necesidad de rescate del pecado.

### Objeciones
Se dice que la gracia común deja a la gente sin excusa. Los arminianos objetan que la gracia común calvinista deja a la gente absolutamente incapaz de venir a Dios (un punto en el que los calvinistas están de acuerdo) y por lo tanto no creen que los deja sin excusa.